# Karmine Corp
Karmine Corp (; kurz KCorp) ist eine französische professionelle E-Sport-Organisation mit Sitz in Tours, Frankreich. Das Team beschäftigt professionelle Spieler in sechs Disziplinen: League of Legends, TrackMania, Teamfight Tactics, Valorant, Fortnite und Rocket League.

## Geschichte
Karmine Corp wurde am 30. März 2020 unter dem Namen Kameto Corp von den Twitch-Streamern Kamel „Kameto“ Kebir und Zouhair „Kotei“ Darji gegründet. Seinen heutigen Namen erhielt das Team am 16. November 2020, als der Rapper und Unternehmer Amine „Prime“ Mekri als Gründungsmitglied und Miteigentümer hinzukam. Unter der neuen Führung durchlief die Organisation eine umfassende Umstrukturierung und erwarb den Ligaplatz des in Nantes ansässigen Teams Oplon in der Ligue française de League of Legends (LFL). Dadurch nahm Karmine Corp ab der Saison 2021 an der höchsten nationalen französischen Liga teil.
Im Jahr 2023 war die League-of-Legends-Division von Karmine Corp Titelverteidiger der EMEA Masters. Mit ihrem Sieg beim European Masters Spring Split 2022 wurde das Team zum ersten dreifachen Gewinner des Turniers und erreichte als erstes Team überhaupt einen Hattrick. Das Rocket-League-Team von Karmine Corp gewann 2021 das WePlay Esports Invitational in der EMEA-Region. Zudem sicherte sich das Team die Titel bei den RLCS Fall und Winter EU Regional-Turnieren in den Jahren 2022 und 2023 sowie beim RLCS Winter Split Major 2023. Am 18. Oktober 2023 gab Kameto bekannt, dass Karmine Corp der League of Legends EMEA Championship (LEC) beitreten werde, nachdem das Team Anteile an dem von der dänischen E-Sport-Organisation Astralis gehaltenen Ligaplatz erworben hatte.
Seit Mai 2024 besitzt Karmine Corp die Rechte zur Austragung von E-Sport-Veranstaltungen und Turnieren in Les Arènes, einer 3.000 Sitzplätze umfassenden Veranstaltungshalle in Paris. Die Organisation ist zudem Teil des Esports World Cup Foundation Club Support Program, das vom Public Investment Fund Saudi-Arabiens finanziert wird. Dieses Programm stellt Organisationen wie Karmine Corp finanzielle Mittel zur Verfügung, um ihnen die Expansion in neue E-Sport-Disziplinen zu ermöglichen, sofern sie den Esports World Cup entsprechend fördern.
Karmine Corp stieg im Mai 2022 in Valorant ein und verpflichtete das Team bestehend aus Amilwa, mikee, Shin, TakaS und Newzera. Am 22. September 2022 wurde Karmine Corp als eines der zehn Partnerteams für die Valorant EMEA League bekannt gegeben.

## Aktive und ehemalige Spieler (Auswahl)

### League of Legends
Aktuelles Lineup (Stand Jan. 2025)
| Name                              | Position |
| --------------------------------- | -------- |
| Kim „Canna“ Chang-dong            | Top Lane |
| Martin „Yike“ Sundelin            | Jungle   |
| Vladimiros „Vladi“ Kourtidis      | Mid Lane |
| Caliste „Caliste“ Henry-Hennebert | AD-Carry |
| Raphaël „Targamas“ Crabbé         | Support  |

### Valorant

#### Karmine Corp Valorant Team
| Aktuelles Lineup (Stand Jan. 2025) |
| ---------------------------------- |
| Martin „marteen“ Pátek             |
| Hazem „avez“ Khaled                |
| Efe „Elite“ Teber                  |
| Dmitry „SUYGETSU“ Ilyushin         |
| Matias „Saadhak“ Delipetro         |

#### Karmine Corp Blue Stars
Karmine Corp Blue Stars ist das Akademieteam von Karmine Corp.
| Aktuelles Lineup (Stand Jan. 2025) |
| ---------------------------------- |
| Manuel „Ease“ López                |
| Roman „f4ngeer“ Smirnov            |
| Ethan „Sevire“ Starke              |
| David „soren“ Soth                 |
| Baptiste „Yohpa“ Khoury            |

#### Karmine Corp GC
| Aktuelles Lineup (Stand Jan. 2025) |
| ---------------------------------- |
| Anastasiya „Glance“ Anisimova      |
| Azra „Alkyia“ Erin                 |
| Anastasia „anesilia“ Ivanova       |
| Şura „Jiex“ Yıldırım               |
| Safia „safiaa“ Leghzal             |

### TrackMania
- Youen „Otaaaq“ Egler

### Teamfight Tactics
- Muhammed „Canbizz“ Canbaz
- Emre „Double61“ Demirtas

### Rocket League
| Aktuelles Lineup (Stand Jan. 2025) |
| ---------------------------------- |
| Axel „Vatira“ Touret               |
| Tristan „Atow.“ Soyez              |
| Samy „dralii“ Hajji                |

### Fortnite
- Danila „Malibuca“ Yakovenko

## Erfolge (Auswahl)

### Allgemein
Das Esport-Team Karmine Corp hat insgesamt über 1,8 Millionen US-Dollar aus 142 Turnieren gewonnen. Der größte Teil der Einnahmen stammt aus Rocket League und League-of-Legends-Wettbewerben, mit nennenswerten Gewinnen auch in Spielen wie Fortnite und Teamfight Tactics. Die Einkünfte verteilen sich weltweit auf Spieler unterschiedlicher Herkunft und unterstreichen die internationalen Erfolge des Teams.

### League of Legends
| Datum      | Platz | Turnier                      | Preisgeld |
| ---------- | ----- | ---------------------------- | --------- |
| März 2021  | 1.    | LFL Spring 2021              | 20.000 €  |
| Mai 2021   | 1.    | European Masters Spring 2021 | 40.000 €  |
| Sept. 2021 | 1.    | European Masters Summer 2021 | 40.000 €  |
| März 2022  | 3.    | LFL Spring 2022              | 3.000 €   |
| Mai 2022   | 1.    | European Masters Spring 2022 | 40.000 €  |
| Aug. 2023  | 1.    | LFL Summer 2023              | 8.000 €   |
| Sept. 2023 | 1.    | EMEA Masters Summer 2023     | 40.000 €  |
| Juli 2024  | 4.    | LEC Summer 2024              | 5.000 €   |

### Valorant
| Datum     | Platz  | Turnier                      | Preisgeld |
| --------- | ------ | ---------------------------- | --------- |
| März 2023 | 9.–16. | VCT 2023: LOCK//IN São Paulo | 10.000 $  |
| März 2024 | 5.–6.  | VCT 2024: Masters Madrid     | 15.000 $  |
| Juli 2023 | 5.–6.  | VCT 2024: EMEA Stage 2       | 10.000 $  |

### TrackMania
| Datum     | Platz | Turnier                                 | Preisgeld |
| --------- | ----- | --------------------------------------- | --------- |
| Nov. 2023 | 1.    | TM World Tour 2023 - World Championship | 11.000 €  |

### Teamfight Tactics
| Datum      | Platz   | Turnier                                      | Preisgeld |
| ---------- | ------- | -------------------------------------------- | --------- |
| Sept. 2020 | 1.      | Galaxies World Championship                  | 40.000 $  |
| März 2022  | 1.      | Rising Legends: Gizmos & Gadgets - Finals    | 3.867 $   |
| März 2023  | 1.      | Rising Legends: Monsters Attack! - Finals    | 10.817 $  |
| Juli 2024  | 3.      | Rising Legends: Inkborn Fables - Finals      | 5.415 $   |
| Juli 2024  | 2.      | Inkborn Fables Tactician's Crown             | 75.000 $  |
| Aug. 2024  | 13.–16. | Esports World Cup 2024 (TFT)                 | 5.000 $   |
| Sept. 2024 | 1.      | TFT Open Championship 9: Summit Invitational | 8.472 $   |

### Rocket League
| Datum      | Platz | Turnier                                                    | Preisgeld |
| ---------- | ----- | ---------------------------------------------------------- | --------- |
| Sept. 2021 | 1.    | WePlay Esports Invitational featuring Rocket League - EMEA | 15.000 $  |
| Juli 2022  | 4.    | RLCS 2021-22 - Spring Split Major                          | 24.000 $  |
| Aug. 2022  | 5.–8. | RLCS 2021-22 - World Championship                          | 100.000 $ |
| Okt. 2022  | 2.    | RLCS 2022-23 - Fall: Europe Regional 1 - Fall Open         | 20.000 $  |
| Okt. 2022  | 1.    | RLCS 2022-23 - Fall: Europe Regional 2 - Fall Cup          | 30.000 $  |
| Nov. 2022  | 2.    | RLCS 2022-23 - Fall: Europe Regional 3 - Fall Invitational | 20.000 $  |
| Jan. 2023  | 1.    | RLCS 2022-23 - Winter: Europe Regional 1 - Winter Open     | 30.000 $  |
| Feb. 2023  | 1.    | RLCS 2022-23 - Winter: Europe Regional 2 - Winter Cup      | 30.000 $  |
| Apr. 2023  | 1.    | RLCS 2022-23 - Winter Split Major                          | 100.000 $ |
| Aug. 2023  | 3.–4. | RLCS 2022-23 - World Championship                          | 200.000 $ |
| März 2024  | 3.–4. | RLCS 2024 - Major 1: Copenhagen                            | 27.000 $  |
| Sept. 2024 | 3.–4. | RLCS 2024 - World Championship                             | 99.000 $  |

### Fortnite
| Datum      | Platz | Turnier                                             | Preisgeld |
| ---------- | ----- | --------------------------------------------------- | --------- |
| Mai 2024   | 6.    | FNCS: Major 2 2024 - Grand Finals: Europe           | 50.000 $  |
| Juni 2024  | 3.    | DreamHack Dallas 2024 (Fortnite)                    | 28.000 $  |
| Juli 2024  | 4.    | FNCS: Major 3 2024 - Grand Finals: Europe           | 80.000 $  |
| Aug. 2024  | 3.–4. | Esports World Cup 2024 (Fortnite)                   | 80.000 $  |
| Sept. 2024 | 1.    | Chapter 5 Season 4: PC Reload Cash Cup - Week 3: EU | 5.000 $   |